# Mistrovství Evropy v zápasu řecko-římském 1987
Mistrovství Evropy v zápasu řecko-římském 1987 se konalo ve finském Tampere.

## Výsledky

### Muži
| Kategorie | Zlato              | Stříbro         | Bronz           |
| --------- | ------------------ | --------------- | --------------- |
| 48 kg     | Vincenzo Maenza    | Bratan Cenov    | Serguei Suvorov |
| 52 kg     | Andri Kalashnykov  | Csaba Vadász    | Roman Kierpacz  |
| 57 kg     | Keijo Pehkonen     | Emil Ivanov     | Patrice Mourier |
| 62 kg     | Živko Vangelov     | Vasili Vozni    | Jenő Bódi       |
| 68 kg     | Aslaudin Abayev    | Jerzy Kopański  | Tapio Sipilä    |
| 74 kg     | Daulet Turlychanov | Jouko Salomäki  | Dobri Ivanov    |
| 82 kg     | Serguei Nasevich   | Bogdan Daras    | Tibor Komáromi  |
| 90 kg     | Vladimir Popov     | Atanas Komchev  | Harri Koskela   |
| 100 kg    | Ilija Vasilev      | Vasile Andrei   | Jörg Kotte      |
| 130 kg    | Igor Rostorockij   | Tomas Johansson | Rangel Gerovski |